# 假香冬青
假香冬青（学名：Ilex wattii）为冬青科冬青属的植物。分布在印度以及中国大陆的云南等地，生长于海拔2,500米的地区，多生于山坡林中，目前已由人工引种栽培。